# Diga di Bademli
La diga di Bademli è una diga della Turchia. Si trova nella provincia di Burdur.